# Nigeria en la Copa Mundial de Fútbol de 1994
Nigeria fue una de las 24 selecciones participantes en la Copa Mundial de Fútbol de Estados Unidos 1994, en la que fuera su primera participación en un mundial.

## Clasificación

### Primera Ronda

#### Grupo D
| País      | J                             | G                             | E                             | P                             | GF                            | GC                            | GD                            | Pts                           |
| --------- | ----------------------------- | ----------------------------- | ----------------------------- | ----------------------------- | ----------------------------- | ----------------------------- | ----------------------------- | ----------------------------- |
| Nigeria   | 4                             | 3                             | 1                             | 0                             | 7                             | 0                             | +7                            | 7                             |
| Sudáfrica | 4                             | 2                             | 1                             | 1                             | 2                             | 4                             | -2                            | 5                             |
| Congo     | 4                             | 0                             | 0                             | 4                             | 0                             | 5                             | -5                            | 0                             |
| Libia     | Abandonó, resultados anulados | Abandonó, resultados anulados | Abandonó, resultados anulados | Abandonó, resultados anulados | Abandonó, resultados anulados | Abandonó, resultados anulados | Abandonó, resultados anulados | Abandonó, resultados anulados |

| 10-10-1992 | Nigeria                                | 4 – 0 | Sudáfrica | Surulere Stadium, Lagos, Nigeria                     |                                                      |
|            | Ricky 34' · Siasa 56' · Yekini 65' 89' |       |           | Asistencia: 40,738 espectadores Árbitro(s): Rex Odei | Asistencia: 40,738 espectadores Árbitro(s): Rex Odei |

| 20-12-1992 | Congo | 0 – 1 | Nigeria    | Stade Alphonse Massemba-Débat, Brazzaville, Congo                    |                                                                      |
|            |       |       | Yekini 22' | Asistencia: 60,000 espectadores Árbitro(s): Pierre Alain Mounguengui | Asistencia: 60,000 espectadores Árbitro(s): Pierre Alain Mounguengui |

| 16-1-1993 | Sudáfrica | 0 – 0 | Nigeria | Soccer City, Johannesburg, Sudáfrica                    |  |
|           |           |       |         | Asistencia: 47,748 espectadores Árbitro(s): Edwin Senai |  |

| 27-2-1993 | Nigeria                 | 2 – 0 | Congo | Nnamdi Azikiwe Stadium, Enugu, Nigeria                       |                                                              |
|           | Fuludu 14' · George 84' |       |       | Asistencia: 30,202 espectadores Árbitro(s): Mohamed Kouradji | Asistencia: 30,202 espectadores Árbitro(s): Mohamed Kouradji |

### Ronda Final

#### Grupo A
| País            | J | G | E | P | GF | GC | GD | Pts |
| --------------- | - | - | - | - | -- | -- | -- | --- |
| Nigeria         | 4 | 2 | 1 | 1 | 10 | 5  | +5 | 5   |
| Costa de Marfil | 4 | 2 | 1 | 1 | 5  | 6  | −1 | 5   |
| Argelia         | 4 | 0 | 2 | 2 | 3  | 7  | −4 | 2   |

| 2-5-1993 | Costa de Marfil                     | 2–1 | Nigeria   | Stade Félix Houphouët-Boigny, Abiyán, Costa de Marfil     |                                                           |
|          | A. Traoré 70' (pen.) · Ouattara 75' |     | Yekini 5' | Asistencia: 27,512 espectadores Árbitro(s): Lim Kee Chong | Asistencia: 27,512 espectadores Árbitro(s): Lim Kee Chong |

| 3-7-1993 | Nigeria                                    | 4–1 | Argelia     | Lagos National Stadium, Lagos, Nigeria                          |                                                                 |
|          | Okocha 12' · Yekini 26' 32' · Amokachi 88' |     | Tasfaout 5' | Asistencia: 47,645 espectadores Árbitro(s): Jean-Fidèle Diramba | Asistencia: 47,645 espectadores Árbitro(s): Jean-Fidèle Diramba |

| 25-9-1993 | Nigeria                                          | 4–1 | Costa de Marfil | Lagos National Stadium, Lagos, Nigeria                  |                                                         |
|           | Oliha 20' · Amokachi 25' · Yekini 57' (pen.) 79' |     | Tiéhi 50'       | Asistencia: 65,000 espectadores Árbitro(s): Neji Jouini | Asistencia: 65,000 espectadores Árbitro(s): Neji Jouini |

| 8-10-1993 | Argelia      | 1–1 | Nigeria    | Stade 5 Juillet 1962, Algiers, Argelia                   |                                                          |
|           | Tasfaout 66' |     | George 20' | Asistencia: 2,610 espectadores Árbitro(s): Lim Kee Chong | Asistencia: 2,610 espectadores Árbitro(s): Lim Kee Chong |

## Jugadores
Estos son los 22 jugadores convocados para el torneo, y al igual que Irlanda, ninguno de los convocados jugaba en la liga local:

## Resultados
Nigeria fue eliminada en la segunda ronda.

### Grupo D
| País      | J | G | E | P | GF | GC | GD  | Pts |
| --------- | - | - | - | - | -- | -- | --- | --- |
| Nigeria   | 3 | 2 | 0 | 1 | 6  | 2  | +4  | 6   |
| Bulgaria  | 3 | 2 | 0 | 1 | 6  | 3  | +3  | 6   |
| Argentina | 3 | 2 | 0 | 1 | 6  | 3  | +3  | 6   |
| Grecia    | 3 | 0 | 0 | 3 | 0  | 10 | -10 | 0   |

| 21 de junio de 1994 | Nigeria                                 | 3–0     | Bulgaria | Cotton Bowl, Dallas                                         |                                                             |
|                     | Yekini 21' · Amokachi 43' · Amunike 55' | Reporte |          | Asistencia: 44,132 espectadores Árbitro(s): Rodrigo Badilla | Asistencia: 44,132 espectadores Árbitro(s): Rodrigo Badilla |

| 25 de junio de 1994 | Argentina        | 2–1     | Nigeria   | Foxboro Stadium, Foxborough                             |                                                         |
|                     | Caniggia 21' 28' | Reporte | Siasia 8' | Asistencia: 54,453 espectadores Árbitro(s): Bo Karlsson | Asistencia: 54,453 espectadores Árbitro(s): Bo Karlsson |

| 30 de junio de 1994 | Grecia | 0–2     | Nigeria                       | Foxboro Stadium, Foxborough                                |                                                            |
|                     |        | Reporte | George 45+1' · Amokachi 90+5' | Asistencia: 53,001 espectadores Árbitro(s): Leslie Mottram | Asistencia: 53,001 espectadores Árbitro(s): Leslie Mottram |

### Segunda Ronda
| 5 de julio de 1994 | Nigeria     | 1-2 (t. s.) | Italia                    | Foxboro Stadium, Foxborough                                      |                                                                  |
|                    | Amunike 25' | Reporte     | R. Baggio 88' 102' (pen.) | Asistencia: 54,367 espectadores Árbitro(s): Arturo Brizio Carter | Asistencia: 54,367 espectadores Árbitro(s): Arturo Brizio Carter |